# Ayyām al-ʿArab
Gli Ayyām al-ʿArab (in arabo أﻳﺎﻡ ﺍﻟﻌﺮﺏ‎?), cioè "I giorni [gloriosi] degli Arabi", sono una serie difficilmente quantificabile di eventi bellici che si svolsero in Arabia tra il V e il VI secolo, prima della comparsa dell'Islam, con alcune propaggini successive, quando già la predicazione di Maometto era cominciata (610).
Per tradizione le gesta narrate negli Ayyām al-ʿArab costituirebbero i prodromi della letteratura araba in forma scritta, anche se gli specialisti giudicano la prosa e i brani poetici ampiamente interpolati in età successiva (addirittura abbaside).
Ciò nondimeno seguitarono a costituire, assieme alle conoscenze circa gli ansāb, una delle glorie del retaggio culturale arabo più antico.
Tra queste guerricciole che contrapposero in diverso modo nomadi r sedentari peninsulari, si ricordano:
- la Guerra di Fijār (in arabo ﺣﺮﺏ الفجار‎?, Ḥarb al-fijār, tra Quraysh e Kināna da un lato e Qays ʿAylān, senza tuttavia i Ghatafān dall'altro)
- lo Yawm Buʿāth, ossia il "Giorno di Buʿāth" (in arabo ﻳﻮﻡ ﺑﻌﺎﺙ‎?, tra Aws e Khazraj di Yathrib nel 617)
- lo Yawm Dhī Qār, ossia il Giorno di Dhū Qār (in arabo ﻳﻮﻢ ﺫﻱ ﻗﺎﺭ‎?, tra Banu Bakr ibn Wa'il e Sasanidi, nel 611, o secondo altre fonti, nel 604)
- lo Yawm di al-Basūs (in arabo يوم البسوس‎?, tra i Bakr e i Taghlib)
- lo Yawm di Dāḥis e di al-Ghabrāʾ (in arabo يوم داحس والغبراء‎?, dal nome di due destrieri appartenenti ai contrapposti B. Abs e ai B. Dhubyān dei Fazāra)[1]
- lo Yawm dei Fayf al-Rīḥ (in arabo يوم فيف الريح‎?, in cui questo clan dei B. Khathʿam e buona parte dei B. Madhḥij sconfissero i B. ʿĀmir b. Ṣaʿṣaʿa)
- lo Yawm di Raḥraḥān (in arabo يوم رحرحان‎?, dal nome di un monte presso ʿUkāẓ, sotto le cui pendici ebbe luogo uno scontro tra i vittoriosi Dārim dei Tamīm e i B. ʿĀmir b. Ṣaʿṣaʿa)
- lo Yawm di al-Yaḥāmīm (in arabo يوم اليحاميم‎?, dal luogo lungo la strada per La Mecca, in cui avvenne uno scontro armato tra Ṭayy e Jadīla)